# Geissois velutina
Geissois velutina är en tvåhjärtbladig växtart som beskrevs av André Guillaumin och H.C.Hopkins. Geissois velutina ingår i släktet Geissois och familjen Cunoniaceae. Inga underarter finns listade i Catalogue of Life.